# Dean Butler

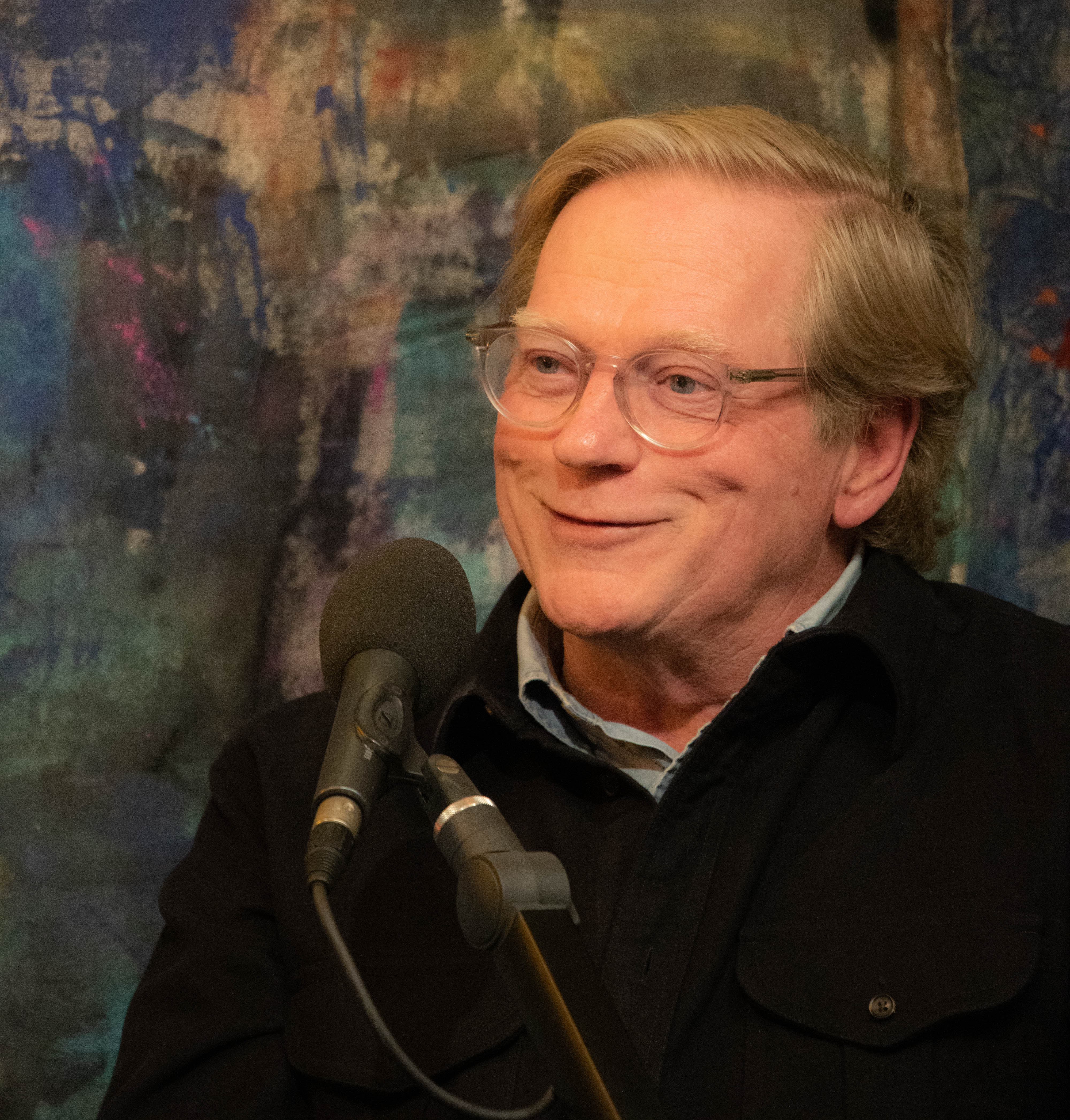
Dean Butler (2024)

Dean Butler (* 20. Mai 1956 in Prince George, British Columbia, Kanada) ist ein kanadisch-amerikanischer Film- und Fernsehschauspieler sowie Dokumentarfilmproduzent.

## Leben

### Privatleben
Aufgewachsen in Piedmont, Kalifornien, studierte Dean Butler Kommunikationswissenschaften an der University of the Pacific in Stockton, Kalifornien. Verheiratet ist er mit der Schauspielerin Katherine Cannon, bekannt als Felice Martin in Beverly Hills 90210. Sie trafen sich, als Katherine erfolgreich für eine Rolle in der von Michael Landon geschaffenen und produzierten Fernsehserie Vater Murphy vorsprach.
Derzeit wohnt der Schauspieler mit seiner Frau in Los Angeles, Kalifornien.

### Schauspielkarriere
Seine Karriere als Schauspieler begann mit einem kleinen Part in der Fernsehserie Die Straßen von San Francisco. Die erste Hauptrolle spielte er 1978 an der Seite von Stephanie Zimbalist in dem Fernsehfilm Forever, basierend auf der gleichnamigen Novelle von Judy Blume.
Berühmt wurde Butler ab 1979 vor allem durch die Darstellung des Almanzo Wilder, Ehemann von Laura Ingalls Wilder (gespielt von Melissa Gilbert), in der von Michael Landon produzierten NBC-Fernsehserie Unsere kleine Farm. Er wirkte auch nach dem regulären Ende von Unsere kleine Farm im Jahr 1983 an den drei Fernsehfilmen mit, die im Anschluss noch produziert wurden.
In den Jahren nach dem Ende von Unsere kleine Farm spielte er Jeff „Moondoggie“ Griffin in der Fernsehserie The New Gidget und hatte eine kleine Rolle in einigen Folgen von Buffy – Im Bann der Dämonen als Buffys Vater Hank Summers. Zudem hatte er in den 1980er- und 1990er-Jahren zahlreiche Gastrollen in Serien wie Mord ist ihr Hobby, Wer ist hier der Boss?, Love Boat und JAG – Im Auftrag der Ehre. In dem Fernsehfilm Das kleine Superhirn spielte er 1983 neben dem Kinderstar Gary Coleman eine der Hauptrollen.
Auf der Kinoleinwand war Dean Butler in dem von Kritikern hochgelobten Film Desert Hearts (1985) und in The Final Goal (1995) mit Erik Estrada und Michael John Lapointe unter der Regie von Jon Cassar zu sehen. Auch auf der Bühne konnte Dean Butler als Musical-Darsteller Erfolge verbuchen. Unter anderem wirkte er in Broadway-Produktionen von West Side Story und Stephen Sondheims Musicals Company und Into The Woods mit. Nach der Jahrtausendwende verlagerte Butler seinen beruflichen Schwerpunkt auf die Arbeit hinter der Kamera.

### Als Dokumentarfilmer und Produzent
Gegenwärtig produziert Butler mit seiner Firma PeakMooreEnterprises Inc. Dokumentationen, DVD-Bonusmaterial und große Mengen an Web-Beiträgen, für die er mehrfach mit Telly Awards und Aurora Awards ausgezeichnet wurde. Dean Butler ist außerdem US-Westküsten-Korrespondent für Broadway World, das weltgrößte Online-Magazin für Theater und Darstellende Kunst. Von 2011 bis 2020 war er einer der Produzenten von Feherty, einer Talkshow über den Golfsport mit David Feherty als Gastgeber.
Butler ist noch heute der Welt von Unsere kleine Farm und der Schriftstellerin Laura Ingalls Wilder verbunden, deren Bücher die Vorlage zur Serie bildeten. Er absolvierte Auftritte und hielt Präsentationen bei den verschiedensten Veranstaltungen zu Ehren der Schriftstellerin. Ebenso produzierte er viele Stunden Bonus-Material für die DVD-Boxen und die englischsprachige DVD-Gesamtausgabe der Fernsehserie Unsere kleine Farm sowie Dokumentationen über die Kindheit von Almanzo Wilder (Almanzo Wilder: Life Before Laura) und über das Leben und die schriftstellerische Karriere von Laura (Little House On The Prairie: The Legacy Of Laura Ingalls Wilder).

## Filmografie (Auswahl)
- 1978: Forever (Fernsehfilm)
- 1979–1983: Unsere kleine Farm (Little House on the Prairie, Fernsehserie, 63 Folgen)
- 1980: CHiPs (Fernsehserie, Folge 4x06 Unter dem Felsen – Teil 2)
- 1981: Boomer, der Streuner (Here’s Boomer, Fernsehserie, Folge 2x07)
- 1982–1986: Love Boat (The Love Boat, Fernsehserie, drei Folgen)
- 1983: Das kleine Superhirn (The Kid with the 200 I.Q., Fernsehfilm)
- 1983: Unsere kleine Farm – Alberts Wille (Little House: Look Back to Yesterday, Fernsehfilm)
- 1983–1984: Fantasy Island (Fernsehserie, zwei Folgen)
- 1984: Unsere kleine Farm – Das Ende von Walnut Grove (The Last Farewell, Fernsehfilm)
- 1984: Wer ist hier der Boss? (Who’s the Boss?, Fernsehserie, Folge 1x04 Die paar Jährchen)
- 1984: Unsere kleine Farm – Wo ist Rose? (Little House: Bless All the Dear Children, Fernsehfilm)
- 1985: Desert Hearts
- 1985, 1987: Hotel (Fernsehserie, zwei Folgen)
- 1986–1988: The New Gidget (Fernsehserie, 44 Folgen)
- 1989: Junge Schicksale (ABC Afterschool Specials, Fernsehserie, Folge 18x02)
- 1990: Mord ist ihr Hobby (Murder, She Wrote, Fernsehserie, Folge 6x15 Villa zu verkaufen)
- 1991: Grüße aus dem Jenseits (Shades Of L.A., Fernsehserie, Folge 1x16)
- 1992: Tequila und Bonetti (Tequila and Bonetti, Fernsehserie, Folge 1x09)
- 1994: Diagnose: Mord (Diagnosis: Murder, Fernsehserie, Folge 2x08 Das Mörder-Duo)
- 1995: The Final Goal
- 1996: Renegade – Gnadenlose Jagd (Renegade, Fernsehserie, Folge 4x13 Oh, Baby!)
- 1997–2002: Buffy – Im Bann der Dämonen (Buffy the Vampire Slayer, Fernsehserie, fünf Folgen)
- 2000: Ricky 6
- 2003: JAG – Im Auftrag der Ehre (JAG, Fernsehserie, Folge 8x22 Geheimauftrag mit Mac)
- 2008: Crowley – Back From Hell (Chemical Wedding)